# Кумалан
Кумалан (эвенк. Кумалан) — национальный ковёр эвенков, сшитый из оленьих шкур с чередованием тёмных и светлых фрагментов, также мог состоять из двух или четырёх шкур лобовины оленя или лося и лапок тарбагана или кабарги. Чаще всего ковёр имел форму круга, иногда имел квадратную, пятиугольную форму, форму восьмёрки. В среднем его ширина составляла 60—80 сантиметров, длина 130—170 сантиметров. Кумалан считался символом достатка и благополучия, большие ковры расстилали для гостей, он был важной частью приданого. Имел также хозяйственное значение: служил как покрытие для вьюков, подстилка для сидения в чуме. В настоящее время кумалан используется как панно.